# St. Louis Walk of Fame

Chuck Berrys Stern auf dem St. Louis Walk of Fame

Der St. Louis Walk of Fame ehrt Menschen aus St. Louis, Missouri, die Beiträge zur Kultur der Vereinigten Staaten erbracht haben. Alle dort Aufgenommenen wurden entweder im Großraum St. Louis geboren und verbrachten ihre prägenden oder kreativen Jahre dort. Die Beiträge der aufgenommenen Personen können aus vielen Bereichen stammen, etwa Schauspiel, Unterhaltung, Musik, Sport, Kunst, Architektur, Rundfunk, Journalismus, Wissenschaft, Bildung oder Literatur. 

## Geschichte
Der „Walk of Fame“ wurde 1989 gegründet. Im April 2014 besaß der St. Louis Walk of Fame 137 Messingsterne und Bronzetafeln, die jeweils den Namen des Aufgenommenen und eine Zusammenfassung seiner Leistungen enthalten. Die Sterne und Tafeln sind in den Bürgersteigen des Delmar Boulevard im „Delmar Loop-Bereich“, einem Vorort von St. Louis eingelassen. 

## Auswahlprozess
Jeder kann eine Nominierung einreichen; es muss dazu die Leistungen sowie die Verbindung des Kandidaten zu St. Louis beschrieben werden. Etwa 30 bis 40 Finalisten aus den Nominierten werden durch Gründer und Direktor des „Walk of Fame“ ausgewählt und durch ein Auswahlkomitee aus 120 Einwohnern von St. Louis gekürt. Die Auswahlkommission besteht zum Beispiel aus den Kanzlern der Universitäten in St. Louis, Vertretern von Kulturorganisationen und historischen Gesellschaften, Medienvertretern,  Journalisten und anderen Bürgern mit fundiertem Verständnis des kulturellen Erbes von St. Louis. Bis 2007 fand die Aufnahmezeremonie immer in der dritten Maiwoche statt, danach wurde der Termin mit den Aufgenommenen abgestimmt. 

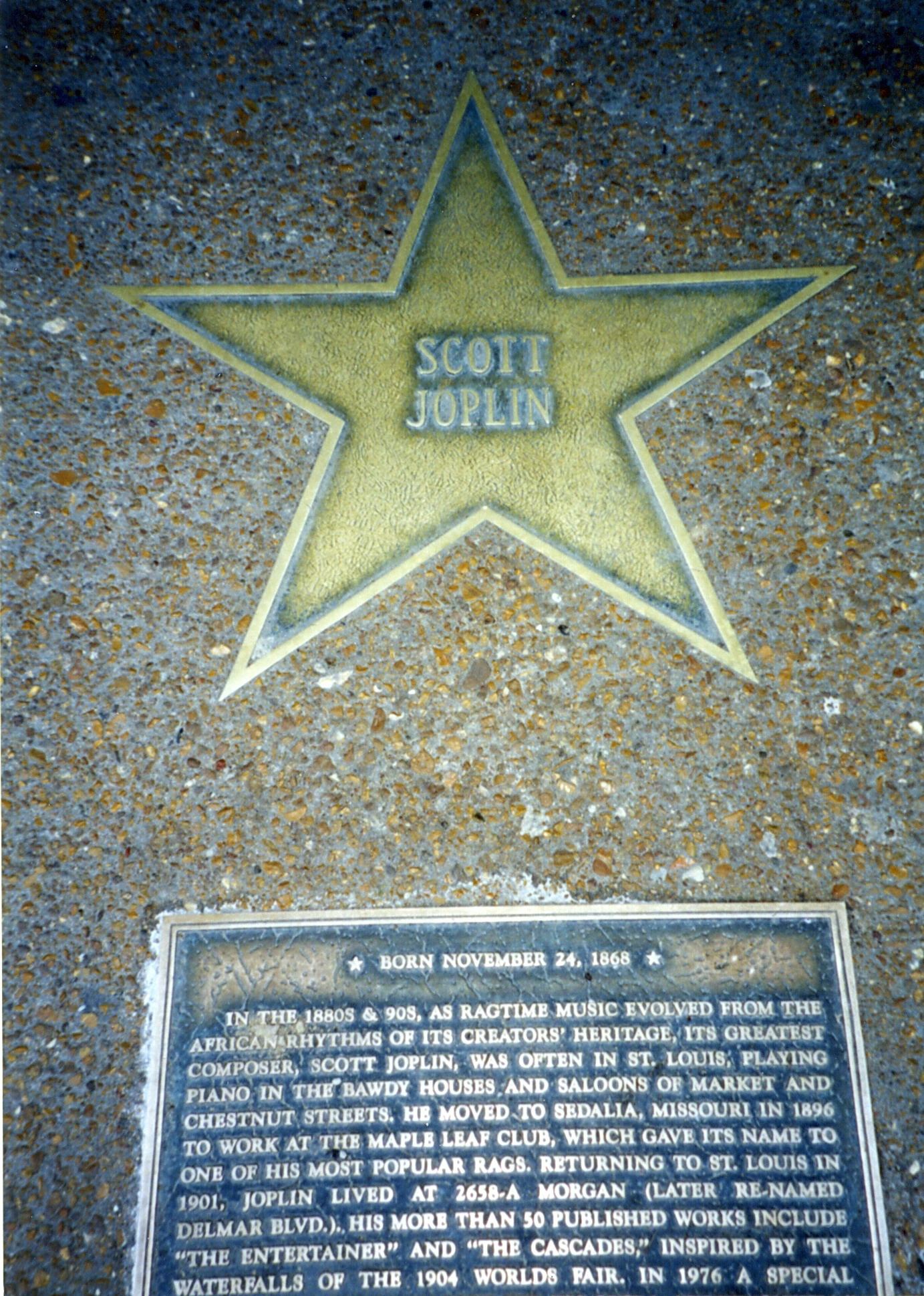
Stern von Scott Joplin auf dem St. Louis Walk of Fame

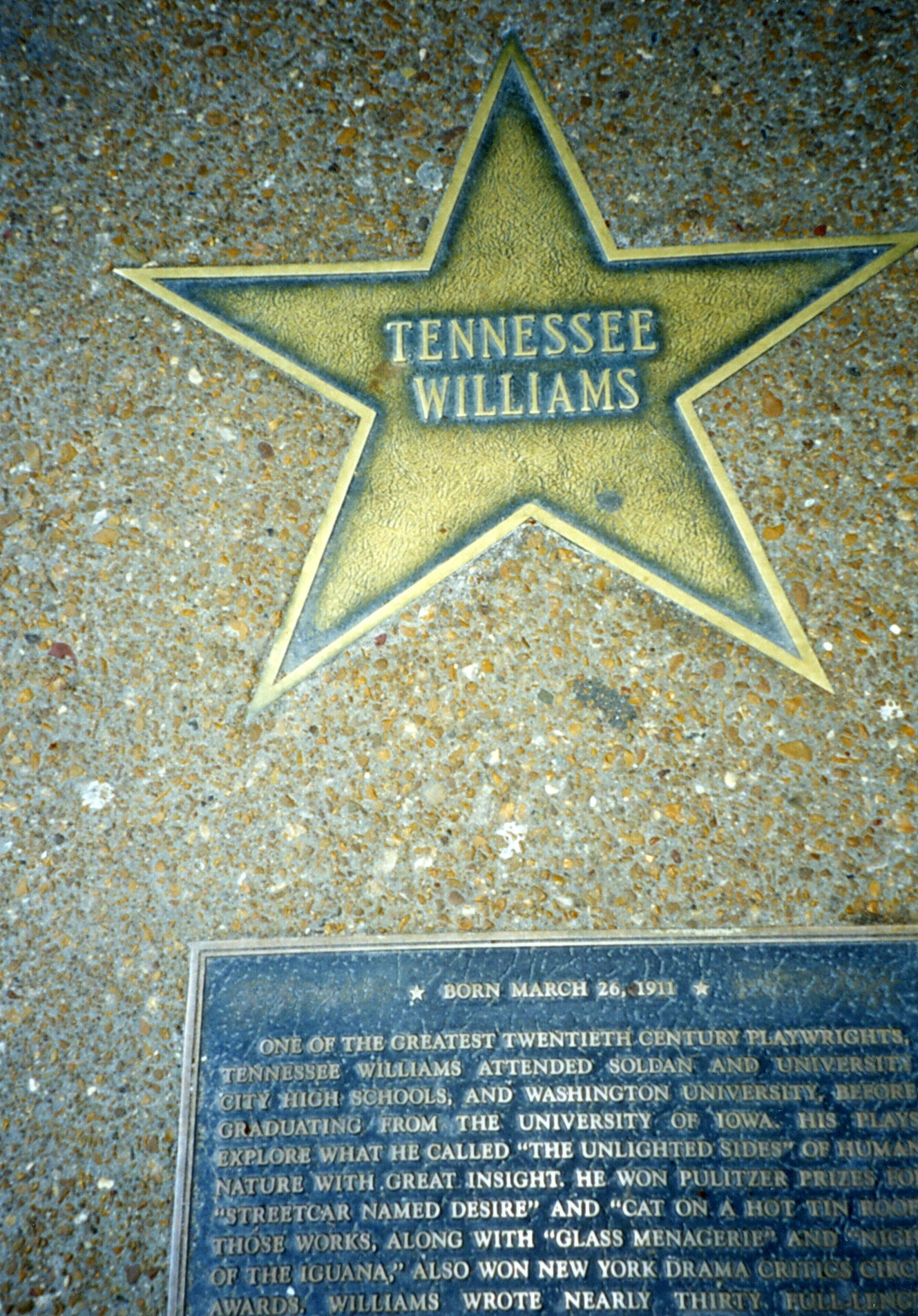
Stern von Tennessee Williams auf dem St. Louis Walk of Fame

## Aufgenommene (Auswahl)
- Maya Angelou
- Josephine Baker
- Fontella Bass
- Yogi Berra
- Chuck Berry
- Susan Blow
- Lou Brock
- Grace Bumbry
- William S. Burroughs
- Cedric the Entertainer (Cedric Antonio Kyles)
- Kate Chopin
- Bill Clay (William L. Clay)
- Barry Commoner
- Arthur Holly Compton
- Jimmy Connors
- Gerty Cori
- John Danforth
- William Danforth
- Dwight Filley Davis
- Miles Davis
- Dan Dierdorf
- Phyllis Diller
- Katherine Dunham
- Robert Duvall
- Charles Eames
- Gerald Early
- Buddy Ebsen
- T. S. Eliot
- Walker Evans
- Eugene Field
- The Fifth Dimension
- Dave Garroway
- William Gass
- Bob Gibson
- John Goodman
- Betty Grable
- Ulysses S. Grant
- Dick Gregory
- Charles Guggenheim
- Robert Guillaume
- John Hartford
- Al Hirschfeld
- William Holden
- Rogers Hornsby
- William Inge

- Johnnie Johnson
- Scott Joplin
- Jackie Joyner-Kersee
- Albert King
- Kevin Kline
- Charles Lindbergh
- Ed Macauley
- Marsha Mason
- Bill Mauldin
- Virginia Mayo
- David Merrick
- Archie Moore
- Marianne Moore
- Agnes Moorehead
- Stan Musial
- Nelly (Cornell Iral Haynes, Jr.)
- Howard Nemerov
- Marlin Perkins
- Bob Pettit
- Vincent Price
- Joseph Pulitzer
- Harold Ramis
- Branch Rickey
- Charles M. Russell
- David Sanborn
- Dred Scott
- Ntozake Shange
- William T. Sherman
- George Sisler
- Leonard Slatkin
- Jackie Smith
- Ozzie Smith
- Sara Teasdale
- Clark Terry
- Kay Thompson
- Henry Townsend
- Helen Traubel
- Ernest Trova
- Ike Turner
- Tina Turner
- Dick Weber
- Mary Wickes
- Tennessee Williams
- Shelley Winters
- Harriett Woods